# لويجي أدوك
لويجي أدوك بونج جيكوميو (24 مارس 1929 - 21 مايو 2010)، المعروف أيضًا باسم لويجي أدوك، كان سياسيًا من جنوب السودان لعب دورًا في المشهد السياسي لسودان ما بعد الاستقلال من أواخر الخمسينيات إلى الثمانينيات. كان من أوائل المسؤولين السودانيين الجنوبيين الذين شغلوا منصب رئيس دولة جمهورية السودان كرئيس لمجلس السيادة السوداني الثاني في مارس 1965.

## النشأة والتعليم
ولد لويجي أدوك بونج جيكوميو في 24 مارس 1929 في أجودو، كودوك، أعالي النيل. تلقى تعليمه في مدرسة لول الابتدائية (1940-1943)، وسانت أنتوني في بوسيري (1944-1947)، ومدرسة رومبيك الثانوية (1948-1950). في عام 1954، حصل على مؤهله التدريسي من جامعة بخت الرضا وقام بالتدريس في عدة مدارس متوسطة، مثل Juba Intermediate.

## الحياة السياسية

### مجلس الشيوخ
في عام 1958، دخل أدوك السياسة في جمهورية السودان الوليدة، التي نالت استقلالها عن العمارات الأنجلو-مصرية في عام 1956. انتخب في مجلس الشيوخ كعضو في الحزب الليبرالي في عام 1958 وأصبح فيما بعد أمينًا عامًا للحزب. ومع ذلك، بسبب الانقلاب العسكري عام 1958 بقيادة اللواء إبراهيم عبود، تم حل البرلمان، واستأنف أدوك مسيرته التدريسية.

### مجلس السيادة السوداني الثاني
درس أدوك في متوسط جوبا من 1958 إلى 1963 وشغل منصب مدير مدرسة تومبورا المتوسطة في عامي 1963 و 1964. بعد انهيار نظام عبود في ثورة أكتوبر 1964، تم اختيار أدوك، الذي كان في سجن جوبا، لتمثيل الجبهة الجنوبية في مجلس السيادة السوداني الثاني الحاكم. تم انتخاب رئيس المجلس بالتناوب لقيادة البلاد والعمل كرئيس للدولة. كان رئيس المجلس في الفترة من 1 إلى 31 مارس 1965، وكان من أوائل مسؤولي جنوب السودان الذين قادوا السودان.

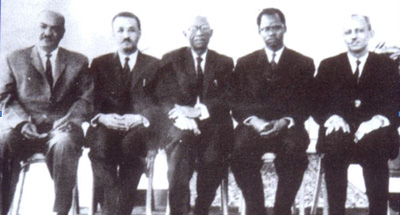
مجلس السيادة السوداني الثاني من اليسار إلى اليمين: تيجاني الماحي ومبارك شداد وإبراهيم يوسف سليمان ولويجي أدوك بونج جيكوميو وعبد الحليم محمد.

### بعد المجلس
تم حل المجلس بعد الانتخابات البرلمانية السودانية عام 1965، وتولى أدوك عددًا من المناصب السياسية، بما في ذلك سكرتير الجبهة الجنوبية للتخطيط والتنظيم من عام 1966 إلى عام 1967. استقال من هذا الدور للترشح كمرشح مستقل في الانتخابات التكميلية في جنوب السودان. وأدى هذا القرار إلى توتر علاقته بالجبهة الجنوبية التي قاطعت الانتخابات. كما شارك في الانتخابات البرلمانية السودانية عام 1968 وعاد إلى المجلس الوطني السوداني.
لاحقًا، عمل أدوك في وحدة أبحاث السودان بالخرطوم (1967، 1969-1971)، وخدم في اللجنة التحضيرية للاتحاد الاشتراكي السوداني (1971)، وشغل مناصب وزارية إقليمية في جوبا، بما في ذلك وزير الأشغال، ومفوض أعالي النيل، ووزير التربية والتعليم.

#### وزير التربية الإقليمي
بصفتها وزيرًا إقليميًا للتعليم، في عام 1972، شهدت جوبا أول احتجاج طلابي بسبب نقص المدارس والكتب، فضلاً عن نقل مدير مدرسة شهير. وأصيب نائب أدوك خلال الاحتجاج. كلف أدوك المعلمين بتدريس اللغة القبلية المحلية بدءًا من الصف الأول، تليها اللغة العربية، وإدخال اللغة الإنجليزية في الصف السابع. أثار هذا الجدل بسبب تصور عدم الأولوية للغة الإنجليزية. كما تم إنشاء جامعة جوبا في سبتمبر 1977 خلال فترة أدوك.

## الوفاة
تقاعد أدوك من السياسة النشطة في أبريل 1985. توفي بالخرطوم في 21 مايو 2010 بعد صراع طويل مع المرض. تم دفنه في 23 مايو في قريته في أجودو.
وأعرب الرئيس السوداني عمر البشير عن تعازيه لأسرة أدوك. مثل نائب الرئيس المكلف رياك مشار رئيس جنوب السودان سلفا كير ميارديت والحكومة في مراسم الدفن في ملكال عاصمة الولاية. خلال الحفل، أشار مشار إلى أدوك باعتباره شخصية الأب وزعيم جنوب وجنوب السودان.

## أنظر أيضا
- سانتينو دينغ تنغ
- بوث ديو
- ستانيسلاوس بايساما
- عبد الرحمن صولي
- سيريسيو ايرو واني